# Told You So (Martin Garrix e Jex)
Told You So è un singolo del DJ e produttore olandese Martin Garrix e la cantante americana Jex, pubblicato il 22 novembre 2024 tramite Stmpd Rcrds, Eddie O Entertainment, Casablanca Records e Virgin Records.

## Descrizione
Il ritornello della canzone è stato scritto da Jex, che ha pubblicato un video di se stessa che canta su un riff di pianoforte sul suo account TikTok con la didascalia "Quale produttore senti che finisce questo?". Il video ha attirato l'attenzione di Garrix, che ha contattato Jex e ha sviluppato il suo ritornello in una canzone completa: "Ho ricevuto così tante persone che me l'hanno inviato e quando l'ho ascoltato, ho sentito così tante direzioni in cui questa canzone poteva andare. La sua bellissima voce: ero innamorato". 
Il singolo è stato presentato in anteprima mondiale il 17 Ottobre 2024 durante la serata della sua Label ad Amsterdam durante l'Amsterdam Dance Event, eseguita insieme a Jex.

## Tracce
Download digitale
1. Told You So – 3:07

Download digitale - Acustico
1. Told You So (Acoustic version) – 3:19

Download digitale - Remixes, Vol. 1 EP
1. Told You So (Laver & VisionV Remix) – 2:30
2. Told You So (Brooks Remix) – 3:03
3. Told You So (Nova Blue Remix) – 2:35
4. Told You So (Alexander Merlin Remix) – 2:18

Download digitale - Remixes, Vol. 2 EP
1. Told You So (Agent Of Time Remix) – 3:41
2. Told You So (Vidojean X Oliver Loenn Remix) – 3:17
3. Told You So (Skytech Remix) – 2:18
4. Told You So (Merow Remix) – 3:43

## Crediti
- Martijn Garritsen
- Jordan Miller
- Oskar Rindborg
- Rob Grimaldi
- Peppe Folliero
- Frank van Essen
- Mark Otten
- Jeff Burns